# Stephen P. Cohen
Pour les articles homonymes, voir Cohen.
Stephen Philip Cohen (né en 1936 et mort le 27 octobre 2019) est un professeur et politologue américain. 
Il est notamment spécialisé sur les affaires de sécurité en Asie du Sud, plus particulièrement pour l'Inde et le Pakistan. Il a écrit une douzaine de livres sur le sujet, et est consultant au sein de la Brookings Institution dans le domaine des affaires étrangères et est professeur émérite à l'université de l'Illinois à Urbana-Champaign. 